# Хестија
Хестија (грч. Ἑστία), кћерка титана Хрона и његове жене Реје, богиња је домаћег огњишта, породице и архитектуре. Чим се родила, отац Хрон ју је прогутао, као и њену браћу и сестре — Деметру, Херу, Хада, Посејдона — јер се бојао да ће се они побунити против њега и свргнути га са власти. Али, као божанско биће Хестија је живела у утроби свог оца све док је није ослободио њен најмлађи брат Зевс, који је избегао судбину своје браће и сестара тако што га је мајка Реа кришом родила у пећини на острву Криту.
Ова богиња је била оличење породичног дома, а затражила је од свог брата Зевса да заувек остане девица, иако су је Посејдон и Аполон тражили за супругу. Њен смирени живот и стабилан положај у Кући на Олимпу, разлог је, што се не помиње ни у каквом догађају, за разлику од осталих богова. Своје мјесто на Олимпу је уступила богу вина, Дионису.
Хестија је примила прву понуду за сваку жртву у домаћинству. У јавном домену, огњиште пританеj функционисало је као њено званично светилиште. Са оснивањем нове колоније, пламен из Хестијиног јавног огњишта у матичном граду био би однесен у ново насеље. Њен римски еквивалент је Веста. Херодот изједначава скитску Табити са њом. Зороастријска света ватра (атар) Сасанида у Адхур Гушнаспу такође је изједначена са Хестијом у радовима Прокопија.

## Митологија

### Порекло
Хестија је богиња прве олимпске генерације. Она је најстарија ћерка титана Реје и Крона и сестра Деметере, Хада, Хере, Посејдона и Зевса. Одмах по њиховом рођењу, Крон је прогутао сву своју децу (Хестија је била прва која је прогутана) осим последњег и најмлађег, Зевса, којег је Реа спасила. Зевс је приморао Крона да поврати његову браћу и сестре и повео их у рат против њиховог оца и осталих Титана. Као „прва која је прождрана … и последња поново била слободна”, Хестија је стога најстарија и најмлађа ћерка; ова митска инверзија се налази у Хомеровој химни Афродити (700. п. н. е.).
Зевс је доделио Хестији дужност да храни и одржава ватру олимпијског огњишта масним, запаљивим деловима животињских жртава боговима. Где год се кувало јело или палила жртва, она је тако имала свој део части; такође, у свим храмовима богова, она има део части. „Међу свим смртницима била је поглаварка богиња”.

### Богиња девица
Богови Посејдон и Аполон (њен брат и нећак) су се заљубили у Хестију и борили се за њену руку у браку. Али Хестија није желела ни једног ни другог, те је уместо тога отишла код Зевса и заклела се великом заклетвом да ће остати девица за сва времена и да се никада неће удати. У Хомеровој химни Афродити, Афродита је описана да „нема моћи” над Хестијом.

### Статус и атрибути
У Атини, „у Платоново време”, примећује Кенет Дортер, „постојало је неслагање у списку дванаест главних богова у погледу тога да ли су Хестија или Диониз укључени са осталих једанаест. Њихов олтар на агори, на пример, укључивао је Хестију, али је на источном фризу Партенона уместо ње Дионис.” Међутим, огњиште је било непокретно и "нема приче о томе да је Хестија „икад била уклоњена из свог сталног пребивалишта”. Баркерт примећује да „Пошто је огњиште непомично Хестија не може да учествује чак ни у процесији поворке богова, а камоли осталим лудостима Олимпијца”.
Традиционално, Хестија је одсутна у древним приказима Гигантомахије, јер је она та која мора да одржи кућне ватре док су други богови одсутни. Ипак, о њеном могућем учешћу у борби против дивова сведочи натпис на северном фризу Сифнијске ризнице у Делфима; Бринкман (1985) предлаже да се словни трагови једне од две богиње одмах поред Хефеста рестаурирају као „Хестија”, иако други могући кандидати укључују Деметру и Персефону, или две од три Мојре.
Сматра се да њен митографски статус прворођене Реје и Крона оправдава традицију у којој се Хестији приноси мали принос пре било какве жртве („Хестија је прва”), иако то није било универзално међу Грцима. У Одисеји 14, 432—436, одани свињар Еумеј почиње гозбу за свог господара Одисеја тако што је чупао чуперке с главе вепра и бацао их у ватру уз молитву упућену свим силама, а затим је месо исекао на седам једнаких делова: „један је оставио на страну, узричући молитву шумским нимфама и Хермесу, Мајином сину.”